# 한살차이
《한살차이》(Hansal)은 대한민국의 유튜버로 3연년생으로 이루어진 1남 2녀 3남매가 운영하는 채널이다. 트레져 헌터 소속이다.

## 특징
- 거의 매일 하나의 쇼츠가 올라온다.
- 연년생 3남매로 구성되어 있으며, 본명은 밝히지 않았으나, 이씨라고 밝혔다.
- 닉네임은 한살씩 차이나는 자신들을 하루씩 차이나는 모레(사흘), 내일(이틀), 하루(오늘)에 비유한 것이다.

## 구성원
- 모래: 첫째로 1997년 6월 20일생이며, 본명은 이선아(추정)이다. 이강옥 과장이라는 부캐가 있다. 내일의 누나이자 하루의 언니.
- 내일: 둘째로, 1998년 7월 11일생이며, 본명은 이한성(추정)이다. 영상의 모든 편집을 맡아하고 있다. 모레의 남동생이자 하루의 오빠.
- 하루: 셋째이자 막내로, 1999년 10월 29일생이며, 본명은 이선진(추정)이다. 가장 많은 쇼츠 영상에 출연하고 있다. '여동생 엔드게임'이라는 시리즈가 있을 정도. 모레와 내일의 여동생이다.